# Michal Ďuriš
Michal Ďuriš est un footballeur international slovaque, né le 1er juin 1988 à Uherské Hradiště. Il évolue au poste d'attaquant au FC Spartak Trnava.

## Biographie

### International
Le 15 août 2012, il reçoit sa première sélection en équipe de Slovaquie, lors du match Danemark - Slovaquie à TRE-FOR Park à Odense (1-3).

## Palmarès
| Viktoria Plzeň - Championnat de Tchéquie (3) : - Champion : 2010-11, 2012-13 et 2015-16. - Supercoupe de Tchéquie (1) : - Vainqueur : 2011. |  | Omónia Nicosie - Championnat de Chypre (1) : - Champion : 2020-21. |

## Statistiques détaillées

### En club
| Saison                | Club                  | Championnat           | Championnat | Championnat | Coupe(s) nationale(s) | Coupe(s) nationale(s) | Compétition(s) continentale(s) | Compétition(s) continentale(s) | Compétition(s) continentale(s) | Sélection | Sélection | Sélection | Total | Total |
| Saison                | Club                  | Division              | M.          | B.          | M.                    | B.                    | Comp.                          | M.                             | B.                             | Équipe    | M.        | B.        | M.    | B.    |
| 2005 - 2006           | Banská Bystrica       | 1                     | 15          | 0           | -                     | -                     | -                              | -                              | -                              | -         | -         | -         | 15    | 0     |
| 2006 - 2007           | Banská Bystrica       | 1                     | 14          | 0           | -                     | -                     | -                              | -                              | -                              | -         | -         | -         | 14    | 0     |
| 2007 - 2008           | Banská Bystrica       | 1                     | 26          | 6           | -                     | -                     | -                              | -                              | -                              | -         | -         | -         | 26    | 6     |
| 2008 - 2009           | Banská Bystrica       | 1                     | 30          | 6           | -                     | -                     | -                              | -                              | -                              | -         | -         | -         | 30    | 6     |
| 2009 - 2010           | Banská Bystrica       | 1                     | 24          | 6           | 4                     | 0                     | -                              | -                              | -                              | -         | -         | -         | 28    | 6     |
| 2010 - 2011           | Banská Bystrica       | 1                     | 5           | 0           | -                     | -                     | C3                             | 2                              | 1                              | -         | -         | -         | 7     | 1     |
| 2010 - 2011           | Viktoria Plzeň        | 1                     | 23          | 3           | 4                     | 1                     | -                              | -                              | -                              | -         | -         | -         | 27    | 4     |
| 2011 - 2012           | Viktoria Plzeň        | 1                     | 27          | 6           | 4                     | 3                     | C1+C3                          | 12+2                           | 2+0                            | -         | -         | -         | 45    | 11    |
| 2012 - 2013           | Viktoria Plzeň        | 1                     | 15          | 1           | 1                     | 0                     | C3                             | 13                             | 6                              | Slovaquie | 6         | 0         | 35    | 7     |
| Total sur la carrière | Total sur la carrière | Total sur la carrière | 179         | 28          | 13                    | 4                     | -                              | 29                             | 9                              | 0         | 6         | 0         | 227   | 41    |